# USAペルピニャン
ユニオン・スポルティヴ・アルルカン・ペルピニャネ（仏: Union Sportive Arlequins Perpignanais）は、フランスのペルピニャンに本拠地を置くラグビーユニオンクラブである。トップ14に所属。通称はUSAペルピニャン（USA Perpignan）。

## 概要
国内選手権7回の優勝経験を持つ伝統あるクラブである。
チームカラーはサニェーラに由来する黄色と赤。

## 歴史
1902年、ASペルピニャンとして創設された。1914年にフランス選手権の決勝に初めて進み初タイトルを獲得したが、直後に第一次世界大戦でこの時の優勝メンバーが数人亡くなっている。
1919年、クラブ名がUSペルピニャンとなった。1921年にはフランス選手権の決勝でスタッド・トゥールーザンを破り、2回目のタイトルを獲得した。1924年からは3シーズン連続で決勝に進出し、1924年・1926年はいずれもスタッド・トゥールーザンに敗れ準優勝に終わったが、1925年はASカルカソンヌに勝利して優勝を果たした。
1933年、クラブ名が現在のUSAペルピニャンとなった。1930年代はフランス選手権の決勝に3回進み、いずれもビアリッツ・オランピックとの戦いとなり、1935年・1939年は敗れ、1938年は勝利した。その後、第二次世界大戦による中断を挟んで1955年までに3回決勝に進み、2度のタイトルを獲得したが、その後は結果を残せず低迷するシーズンが続いた。1977年と1998年に進んだ決勝でもそれぞれASベジエ・エロー、スタッド・フランセに敗れた。
それでも徐々に強さを取り戻したペルピニャンは、2002-03シーズンのハイネケンカップ、2003-04シーズンのトップ16で準優勝した。2008年に獲得したダン・カーターはアキレス腱を痛め期待されたような結果を残せなかったが、2008-09シーズンのトップ14ではASMクレルモン・オーヴェルニュを下し1955年以来の悲願の優勝を飾った。
2013-14シーズン、トップ14で13位に終わったUSAペルピニャンはプロD2（2部）に降格した。2017-18シーズン、プロD2のリーグ戦を1位で終えると、昇格をかけたプレーオフにおいて決勝でFCグルノーブルを破り優勝し、2018-19シーズンのトップ14復帰を決めた。
2018-19シーズン、トップ14で最下位に終わりプロD2（2部）に降格した。2020-21シーズンはプロD2のリーグ戦を1位で終えると、昇格をかけたプレーオフにおいて決勝でビアリッツ・オランピックを破り優勝し、2021-22シーズンのトップ14復帰を決めた。

## タイトル

### 国内タイトル
- フランス選手権（現・トップ14）
  - 優勝 7回（1914, 1921, 1925, 1938, 1944, 1955, 2009）
  - 準優勝 9回（1924, 1926, 1935, 1939, 1952, 1977, 1998, 2004, 2010）

- フランス選手権（2部）（現・プロD2）
  - 優勝 2回（2018, 2021）

### 国際タイトル
- ハイネケンカップ
  - 準優勝 1回（2003）

## スコッド
2024-25シーズンのスコッド（2024年10月現在）
| フッカー - セイララ・ラム - ヴィコット・モントガイラード(Vicot Montgaillard) - イグナシオ・ルイス - ルーカス・ヴェラーテ(Lucas Velarte) プロップ - ギオルギ・べリア - キーラン・ブルックス - ピエトロ・チェッカレリ - ブルース・ドゥヴォー - アカト・ファカティカ(Akato Fakatika) - ヴァクタング・ジンチャラドゼ(Vaktang Jincharadze) - ネモ・ロウロフス(Nemo Roelofse) - ギオルギ・テトラシヴェリ ロック - トリスタン・ラボウテレイ(Tristan Labouteley) - マーヴィン・オリー - マチュー・タンガイ(Mathieu Tanguy) - ポソロ・ツイラギ - アドリアン・ワリオン - マックス・ヒックス | フランカー/No.8 - ルーカス・バッチェリエル(Lucas Bachelier) - アラン・ブラゾ(Alan Brazo) - ノエ・デーラ・スキアーヴァ(Noé Della Schiava) - ソオタラ・ファアソオ - ホアキン・オビエド - パトリック・ソベラ(Patrick Sobéla) - ヤコ・ヴァントンダー(Jaco van Tonder) スクラムハーフ - ゲラ・アプラシゼ - サデック・デッグマッチャ(Sadek Deghmache) - トム・エコチャード(Tom Ecochard) - ジェームズ・ホール フライハーフ - トンマーゾ・アラン - アントワーヌ・アウカグネ - アドリアン・ワリオン - ジェイク・マッキンタイア | センター - ジャン＝パスカル・バラク - エネリコ・ブリルアルア - アリヴェレティ・ドゥグイヴァル(Alivereti Duguivalu) - ヘロニモ・デラフエンテ - アピサイ・ナクァレヴ ウイング - アリ・クロスデール - ロイス・ドゥピチョット - タヴィテ・ヴェレダム(Tavite Veredamu) フルバック - ルーカス・ドゥボイス(Lucas Dubois) - テオ・フォルネ |
| | | |
| | | |

## 歴代所属選手
- スコット・ロバートソン - フランカー・ナンバーエイト、ニュージーランド代表
- ジェームス・プリチャード - ウイング・フルバック、カナダ代表
- ダン・カーター - スタンドオフ、ニュージーランド代表
- マリウス・ティンク - フッカー、ルーマニア代表
- パウリカ・イオン - プロップ、ルーマニア代表
- アラスデア・ストロコッシュ - フランカー、スコットランド代表
- ヴァンサン・ドゥバティー - プロップ、フランス代表
- サム・トムソン - ロック
- ニコラ・マス - プロップ、フランス代表
- ジェームズ・フック - スタンドオフ・センター・フルバック、ウェールズ代表
- トンマーゾ・ベンヴェヌーティ - ウイング・センター・フルバック、イタリア代表 現在はベネットン・ラグビーに所属
- ルーク・チャータリス - ロック、ウェールズ代表
- パディ・ジャクソン - スタンドオフ、アイルランド代表
- トンマーゾ・アラン - スタンドオフ、イタリア代表 現在はベネットン・ラグビーに所属
- オヴィデュ・トニツァ - フランカー、ルーマニア代表
- ギエム・ギラド - フッカー、フランス代表 現在はモンペリエ・エロー・ラグビーに所属
- セバスチャン・ヴァアマイナ - ロック、フランス代表 現在はASMクレルモン・オーヴェルニュに所属
- カミーユ・ロペス - スタンドオフ、フランス代表 現在はASMクレルモン・オーヴェルニュに所属
- ヨハネス・ファンヒアデン - ロック・フランカー、ルーマニア代表 現在はCSディナモ・ブクレシュティに所属
- ソフィアン・ギトゥーヌ - センター・ウィング、フランス代表 現在はスタッド・トゥールーザンに所属
- ベン・ヴォラヴォラ - スタンドオフ・フルバック、フィジー代表 現在はラシン92に所属
- テヴィタ・ザヴンバティ - ロック、フィジー代表
- マートゥリマヌ・レイアタウア - フッカー、サモア代表
- ダミアン・シュリー - フランカー・ナンバーエイト、フランス代表
- バウティスタ・デルグイ - ウィング、アルゼンチン代表、現在はASMクレルモン・オーヴェルニュに所属
- メルヴィン・ジャミネット - スタンドオフ・フルバック、フランス代表、現在はスタッド・トゥールーザンに所属
- バスティアン・シャルロー - ロック、フランス代表、現在はモンペリエ・エロー・ラグビーに所属
- マイク・タジャール - フッカー、ポルトガル代表、現在はRCマシーに所属
- マアフ・フィア - プロップ、トンガ代表、現在はUSブレッサンヌに所属
- シウア・ハラヌコヌカ - プロップ、トンガ代表、現在はUSカルカソンヌに所属
- アンドレイ・マフ - ロック、モルドバ代表、現在はRCマシーに所属
- ピウア・ファアサレレ - フランカー、サモア代表、現在はビアリッツ・オランピックに所属
- マルティン・ランダホ - スクラムハーフ・スタンドオフ、アルゼンチン代表、現在はUSカルカソンヌに所属
- アフシパ・タウモエペアウ - ウィング・センター、トンガ代表、現在はオヨナ・ラグビーに所属